# Turma da Mônica em: O Bicho-Papão
Turma da Mônica em O Bicho-Papão e Outras Histórias é o filme de animação brasileira de 1987, produzido pelos Estúdios Maurício de Sousa e distribuído pela Trans Vídeo. É o quinto filme de animação baseado na série de histórias em quadrinhos de mesmo nome de autoria de Mauricio de Sousa.

## Enredo
O pai de um bicho-papão criança conta que fora da floresta há muitos perigos, mas o bicho-papão que queria explorar o que havia fora da floresta sai realmente de perto de seu pai e foge da floresta, e ir para um lugar bem longe dali. Ele foge, e quando Cebolinha, e Cascão saem da casa do Cebolinha, eles vão para uma floresta, já devastada, ou um parque, lá encontram o filho do bicho-papão, e Cascão se assusta (pois foi ele quem descobriu), em uma parte ele derruba um coco na cabeça de Cascão e Cebolinha também vê-lo. Mais tarde Cebolinha também descobre e joga uma corda para prendê-lo, mas ele vê que fora da floresta há muitos perigos, desamarra da armadilha e vai embora, de volta para a floresta, e tudo acaba bem.

## Antecedentes e lançamento
Os dois primeiros longas-metragens baseados em Turma da Mônica, de Mauricio de Sousa (As Aventuras da Turma da Mônica (1982) e A Princesa e o Robô (1984)) tiveram relativo sucesso. O primeiro era dividido em histórias, e o segundo continha uma história só. Mauricio acabou preferindo o formato do filme dividido em histórias, já que elas poderiam, aos poucos, serem exibidas na televisão. Ele então seguiu este modelo para As Novas Aventuras da Turma da Mônica (1986) e Mônica e a Sereia do Rio (1986).

## Recepção
O Diário do Pará avaliou como "razoável".